# Chobienia (powiat lubiński)

Historyczny herb miasta Chobienia (do 1945) oraz gminy Chobienia (1945-1954)

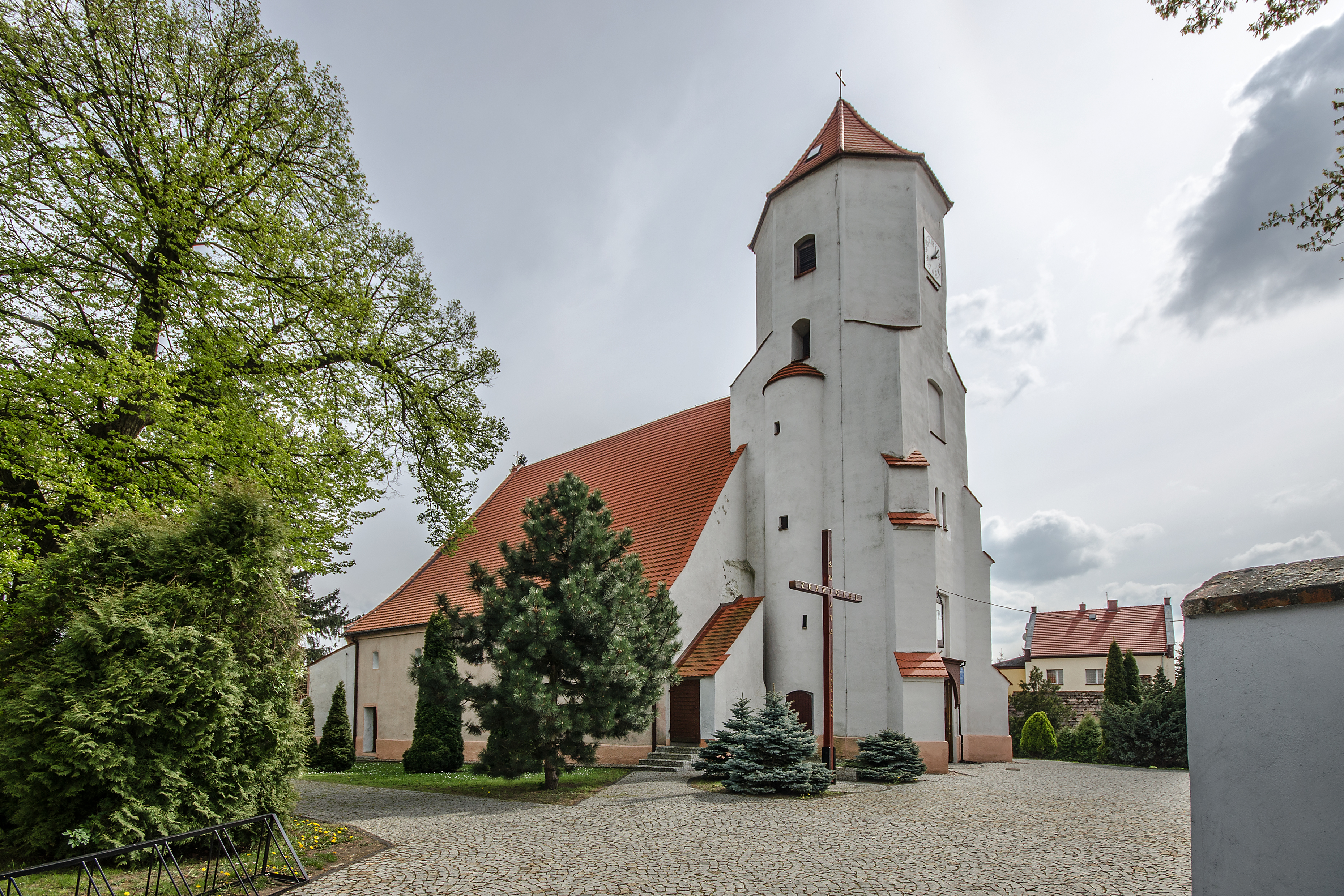
Kościół św. Piotra i Pawła

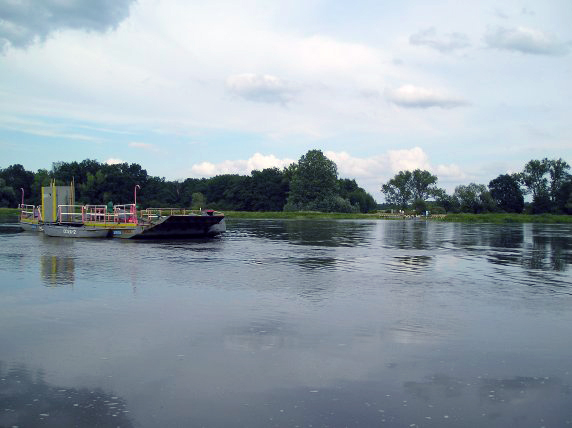
Przeprawa promowa w Chobieni

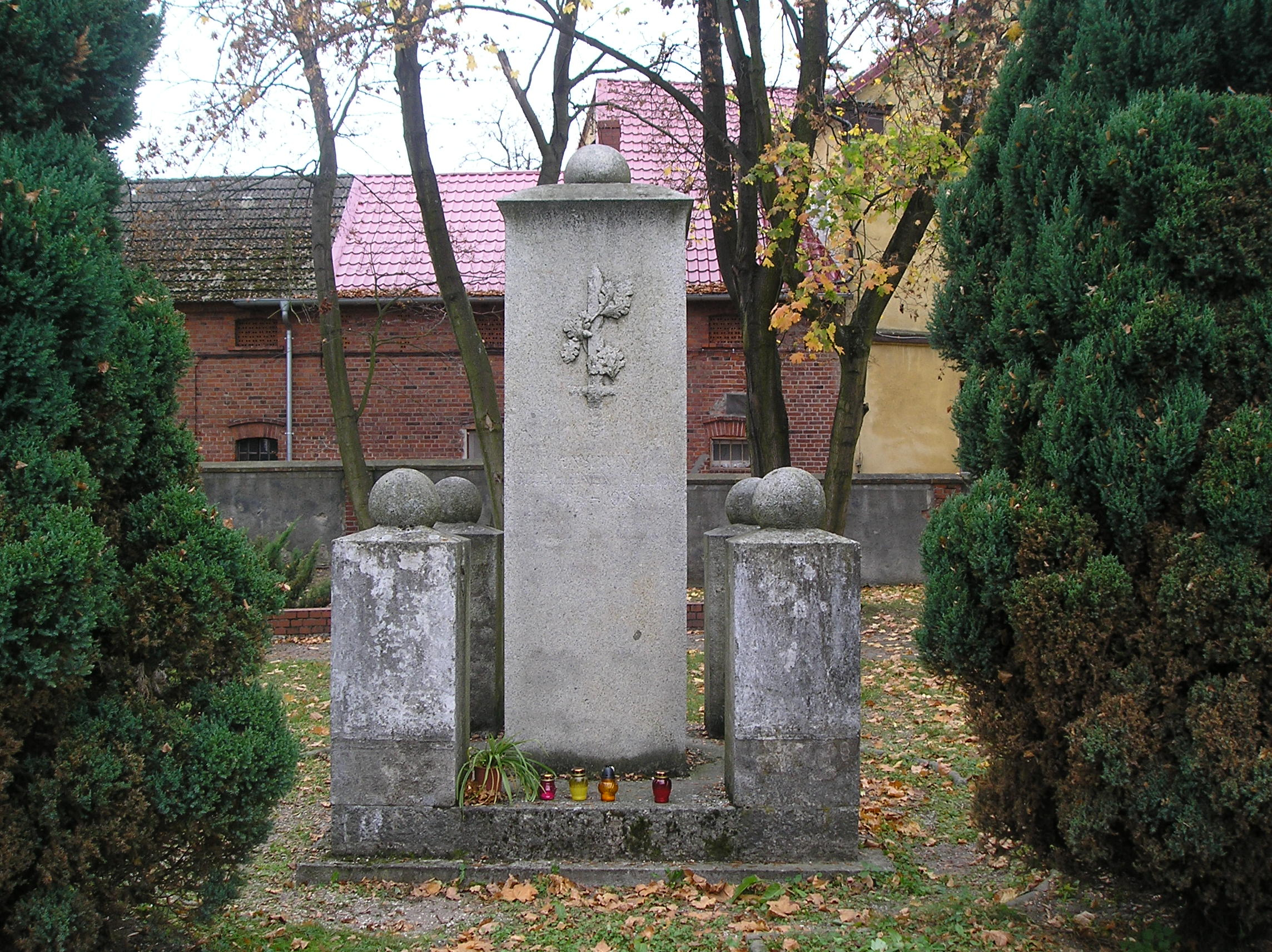
Pomnik żołnierzy niemieckich poległych w I wojnie światowej

Chobienia (niem. Köben an der Oder) – wieś w Polsce położona w województwie dolnośląskim, w powiecie lubińskim, w gminie Rudna na lewym brzegu Odry między Ścinawą a Głogowem. Dawniej miasto; uzyskała lokację miejską przed 1303 rokiem, zdegradowana w 1945 roku.
W latach 1945–1954 siedziba władz gminy Chobienia. W latach 1954–1972 wieś należała i była siedzibą władz gromady Chobienia. W latach 1975–1998 miejscowość administracyjnie należała do województwa legnickiego.
W Chobieni znajdują się: Szkoła Podstawowa z halą sportową, Chobieński Ośrodek Kultury, biblioteka, Ośrodek Zdrowia, Bank Spółdzielczy, Ochotnicza Straż Pożarna z remizą, kompleks rekreacyjno-sportowy z kortami, bieżnią i deszczowanym boiskiem (nawierzchnia trawiasta), sala widowiskowa z zapleczem gastronomicznym, sześć stawów, przystań kajakowa.

## Demografia
Liczba mieszkańców w roku 1322 wynosiła 800, w roku 1939 – 1650, w 2011 – 764

## Toponimia
W księdze łacińskiej Liber fundationis episcopatus Vratislaviensis (pol. Księga uposażeń biskupstwa wrocławskiego) spisanej za czasów biskupa Henryka z Wierzbna w latach 1295–1305 miejscowość wymieniona jest w zlatynizownej formie Cobonam. W roku 1613 śląski regionalista i historyk Mikołaj Henel z Prudnika wymienił miejscowość w swoim dziele o geografii Śląska pt. Silesiographia podając jej łacińską nazwę: Kobena.

## Historia
Nazwa Chobienia w roku 845 była wymieniona przez kronikarza Geografa Bawarskiego wśród dwudziestu innych grodów słowiańskiego plemienia Dziadoszan. Fakt ten dowodzi, że już w IX w. była znaczącym ośrodkiem osadniczym. Gród plemienny w Chobieni zbudowano około roku 850 i porzucono na przełomie IX/X w. Prawa miejskie nadał osadzie książę Henryk Brodaty w roku 1238. W roku 1259 istniał już w Chobieni kościół. Chobienia jako miasto występuje w dokumentach z lat 1303 i 1305. W czasach średniowiecznych funkcjonowała tu faktoria solna. W XIV i XV w. właścicielami ziemi w Chobieni był kościół, książę, szlachta, zamek i wójt. Większość dóbr należało do hrabiego Georga von Kottwitz, który w XVI w. przebudował zamek, kupił od kolegiaty głogowskiej przeprawę promową i podporządkował sobie chobieńskich mieszczan. Był fundatorem przebudowy kościoła parafialnego pw. św. Apostołów Piotra i Pawła. Kazał wybudować wodociąg mający źródło na zachodnich wzgórzach miasta. Dla miejscowych dzieci założył szkołę łacińską, a dla biednych, chorych i zniedołężniałych – szpital i przytułek. Za czasów jego panowania powstał w Chobieni cech zrzeszający 15 rolników, co było ewenementem na skalę europejską. Cech ten – mający własny statut i własną pieczęć – był pierwszym związkiem chłopów w Niemczech. W tych latach do Chobieni przybył Johann Heermann, który kierował protestancką parafią przez 27 lat (1611-1638). W okresie wojny trzydziestoletniej miasto spłonęło i zostało doszczętnie splądrowane. W roku 1772 pożar zniszczył kościół, szkołę parafialną i plebanię. Począwszy od połowy XVII w. dobra chobieńskie często zmieniały właścicieli. Po I wojnie światowej wskutek hiperinflacji Chobienia miała własną walutę zastępczą (notgeld) z panoramą miasta na awersie. W rynku były dwa duże hotele, dwa kościoły, ratusz i kawiarnia. Funkcjonowały też trzy szkoły (ewangelicka, katolicka i prywatna), straż pożarna, drukarnia, tartak i zakład komunalny – życie miasta i jego obywateli ukazywała wydawana trzy razy w tygodniu Chobieńska Gazeta Odrzańska. Po ucieczce części Niemców przed nadciągającym frontem tereny te zostały niemal całkowicie wyludnione. Chobienia została zdobyta w styczniu 1945 – była wówczas zniszczona w 50%. W roku 1984 rozebrano stację PKP. W roku 2009 przebudowana została centralna część Rynku, umieszczono w nim nową fontannę (w miejscu dawnego kościoła ewangelickiego).

## Zabytki
Do wojewódzkiego rejestru zabytków wpisane są:
- obręb starego miasta, z końca XIV w.
- kościół parafialny pw. śś. Piotra i Pawła, gotycki, wzniesiony w XVI w., XVIII w.; we wnętrzu chrzcielnica z 1587 r. oraz dwa nagrobki z XVII w.
- zespół zamkowy, z XV-XIX w.
  - renesansowy zamek z XV w., zwany przez miejscowych pałacem
  - park wokół zamku otoczony dwumetrowym murem, z alejami, fontanną i rzadkimi gatunkami drzew: miłorząb dwuklapowy i sosna wejmutka – pomniki przyrody oraz platan klonolistny
- kościół ewangelicki na planie ośmiokąta, dwupiętrowy. Wewnątrz znajdował się obraz z portretem Johanna Heermanna. Wybudowany w roku 1769. Zniszczony w 1945 r. i wyburzony w 1963 r. Na jego fundamentach w latach 70. XX wieku wybudowano fontannę. Dziś w tym miejscu stoi nowa podświetlana fontanna
- ratusz, wybudowany przed rokiem 1418. Zniszczony w 1945 r. i wyburzony w 1963 r.
- kamieniczki w rynku z XVIII wieku
- fontanna na rynku istniejąca do 1960 r.
- ruiny kościoła św. Idziego, wzmiankowanego w 1300 r., znajdujące się obecnie na terenie cmentarza. Do dziś zachowało się kamienne epitafium przedstawiające Heinricha von Sacka z Radoszyc i jego żonę Katarzynę. Nad epitafium wmurowano kamienny krzyż określany czasem jako krzyż pokutny. Stwierdzenia takie nie mają jednak oparcia w żadnych dowodach i ukute są wyłącznie na nieuprawnionym, błędnym założeniu, że wszystkie  kamienne monolitowe krzyże, nieznanego wieku i pochodzenia,  są krzyżami pokutnymi[15].
- grodzisko z położone ok. 2 km na północ od Chobieni, w miejscu grodu plemienia Dziadoszan zbudowanego około 860 roku i opuszczonego na przełomie IX/X wieku[9].
- zagadkowy cmentarz za miastem z napisem nad bramą: Eingang in Ruhe (wejście w spokój)
- pomnik żołnierzy niemieckich poległych w I wojnie światowej, w latach 1945-1995 zamurowany pomnikiem Armii Radzieckiej. Dziś w stanie nienaruszonym stoi na terenie dawnego cmentarza niemieckiego
- sieć bunkrów niemieckich z okresu II wojny światowej

## Przyroda
Użytek ekologiczny Naroczycki Łęg z mozaiką lasów łęgowych, olsu, boru sosnowego, zbiorowisk zaroślowych oraz starorzeczy. Występuje tu unikalna flora i fauna:
- rośliny: lilia złotogłów, kruszczyk szerokolistny – storczyk, podrzeń żebrowiec, nerecznica samcza oraz druga co do wielkości w Polsce dzika grusza;
- ssaki: bóbr europejski, sarna, jeleń, dzik, wydra europejska, borsuk, norka kanadyjska;
- gady: żmija zygzakowata, zaskroniec, gniewosz plamisty, padalec, jaszczurka zwinka;
- ptaki: łabędź krzykliwy, żuraw, bąk, bocian czarny, kormoran, czapla biała, zimorodek, remiz;
- owady: paź królowej, fruczak gołąbek przypominający kolibra, gdyż nektar z kielicha kwiatów wypija za pomocą ssawki.

## Wspólnoty wyznaniowe
- Kościół greckokatolicki:
  - parafia Świętych Apostołów Piotra i Pawła, nabożeństwa prowadzone są w kościele rzymskokatolickim Świętych Apostołów Piotra i Pawła[16]
- Kościół rzymskokatolicki:
  - parafia Świętych Apostołów Piotra i Pawła[17]

## Chobienia w literaturze
Do Köben trafiają w październiku 1939 r. bohaterowie powieści R. Mroza "Parabellum" (tom II) "Horyzont zdarzeń": Stanisław Zaniewski i Maria Herensztad, podczas ucieczki z Rawitsch.

## Osoby związane z Chobienią
- Johann Heermann (1585-1647) – twórca ewangelickich pieśni religijnych, zwany Śląskim Hiobem lub Piewcą z Chobieni
- Elżbieta Jolanta Kościelak (ur. 1959) – kuratorka sztuki, wykładowczyni akademicka zajmująca się sztuką współczesną
- Małgorzata Kościelak-Królikowska (1962-2021) – artystka sztuk wizualnych i projektantka wnętrz oraz grafiki użytkowej
- Rudi Mideck – autor obrazów z życia codziennego przedwojennej Chobieni
- Ludwika Ogorzelec (ur. 1953) – artystka rzeźbiarz, autorka monumentalnych przestrzennych rzeźb
- Friedrich Pondel (1830-?) – malarz urodzony w Chobieni, przedstawiciel malarskiej szkoły monachijskiej
- Piotr Przysłupski (ur. 1950) – fizyk, autor prac naukowych z dziedziny fizyki ciała stałego
- Henryk Wasilewski (1953-2012) – wielokrotny mistrz Polski w biegu na 1500 m
- Lesław Zimny (ur. 1949) – specjalista w dziedzinie agronomii, autor publikacji naukowych i leksykograficznych